# 人気者で行こう
『人気者で行こう』（にんきものでいこう）は、サザンオールスターズの7作目のオリジナル・アルバム。1984年7月7日にレコードで発売。発売元はタイシタレーベル。
1984年7月21日、1998年5月22日、2008年12月3日にはCDとして再発売がなされ、1989年6月25日にはCDとカセットテープが再発売されている。また、2014年12月17日からはダウンロード配信、2019年12月20日からはストリーミング配信が開始されている。

## 背景・制作
音楽シーンとしては、1983年からシンセサイザーによるデジタルの波が訪れたころであり、サザンオールスターズも例外ではなかった。前作『綺麗』からシンセサイザー・サウンドを使用しており、本作もデジタルなサウンドを生かした作品となっている。メンバーの松田弘は「本作でサザンの作風が変わった」と語っている。

## リリース
歌詞カードは桑田佳祐による直筆のものである。1998年の再発盤の初回限定盤は、オリジナルLP復刻ジャケット（いわゆる紙ジャケット）仕様で、爆笑問題の太田光によるライナーノーツが封入されており、『爆笑問題の日本原論』と同様に漫才調で書かれている。なお、現在でこそ桑田と太田はメールなどでの交流を行っているが、1998年の再発盤リリース時は面識そのものがなく、双方が一方的に存在を知っているのみだった。オファーの経緯も桑田が爆笑問題の漫才やサザンへの愛を語る姿を面白がり、ライナーノーツの仕事を太田に持ちかけたことによるもので、『日本原論』と同様のスタイルになったのも桑田からのリクエストによるものだった。ジャケットのデザインは"へのへのもへじ"をあしらったもの。

### 再発売
- 1989年6月25日（CD）VDR-7001・（CT）VCF-5007
- 1998年5月22日（CD）VICL-60217 音量改善
- 2008年12月3日（CD）VICL-63307 リマスタリング
- 2024年12月4日（ダウンロード・ストリーミング）リマスタリング

## 批評・チャート成績
日本版『ローリング・ストーン』誌が2007年に選定した「日本のロック名盤100」では、32位にランクインしている。
1984年のオリコン年間アルバムランキングでは、1位にマイケル・ジャクソンの『スリラー』、2位にアメリカの映画『フットルース』のサントラ盤、3位に本作がランクインしており、邦楽としては事実上1位となった。

## 受賞歴
| 年     | 音楽賞                 | 結果           | 出典   |
| ------ | ---------------------- | -------------- | ------ |
| 1984年 | 第26回日本レコード大賞 | 優秀アルバム賞 | [ 10 ] |

## 収録曲
- 初回限定盤（再発盤）・通常盤共通収録。既発曲の解説は各収録作品を参照のこと。

| #         | タイトル                                          | 作詞      | 作曲      | 編曲                                    | 時間  |
| --------- | ------------------------------------------------- | --------- | --------- | --------------------------------------- | ----- |
| 1.        | 「JAPANEGGAE (ジャパネゲエ)」                     | 桑田佳祐  | 桑田佳祐  | サザンオールスターズ 矢口博康           | 4:03  |
| 2.        | 「よどみ萎え、枯れて舞え」                        | 桑田佳祐  | 桑田佳祐  | サザンオールスターズ                    | 3:51  |
| 3.        | 「ミス・ブランニュー・デイ (MISS BRAND-NEW DAY)」 | 桑田佳祐  | 桑田佳祐  | サザンオールスターズ 新田一郎（弦編曲） | 4:59  |
| 4.        | 「開きっ放しのマシュルーム」                      | 桑田佳祐  | 桑田佳祐  | サザンオールスターズ 矢口博康           | 3:46  |
| 5.        | 「あっという間の夢のTONIGHT」                     | 桑田佳祐  | 桑田佳祐  | サザンオールスターズ                    | 2:55  |
| 6.        | 「シャボン」                                      | 桑田佳祐  | 桑田佳祐  | サザンオールスターズ 八木正生（弦編曲） | 3:56  |
| 合計時間: | 合計時間:                                         | 合計時間: | 合計時間: | 合計時間:                               | 23:30 |

| #         | タイトル                     | 作詞      | 作曲               | 編曲                                    | 時間  |
| --------- | ---------------------------- | --------- | ------------------ | --------------------------------------- | ----- |
| 1.        | 「海」                       | 桑田佳祐  | 桑田佳祐           | サザンオールスターズ 新田一郎（管編曲） | 4:12  |
| 2.        | 「夕方 Hold On Me」          | 桑田佳祐  | 桑田佳祐           | サザンオールスターズ 新田一郎（管編曲） | 4:11  |
| 3.        | 「女のカッパ」               | 桑田佳祐  | 桑田佳祐           | サザンオールスターズ                    | 3:44  |
| 4.        | 「メリケン情緒は涙のカラー」 | 桑田佳祐  | 桑田佳祐           | サザンオールスターズ                    | 4:23  |
| 5.        | 「なんば君の事務所」         | -         | 大森隆志           | サザンオールスターズ 藤井丈司           | 2:53  |
| 6.        | 「祭はラッパッパ」           | 桑田佳祐  | 桑田佳祐           | サザンオールスターズ 藤井丈司           | 2:24  |
| 7.        | 「Dear John」                | 桑田佳祐  | 桑田佳祐、八木正生 | 八木正生                                | 3:17  |
| 合計時間: | 合計時間:                    | 合計時間: | 合計時間:          | 合計時間:                               | 25:04 |

1. JAPANEGGAE (ジャパネゲエ)
タイトルの「JAPANEGGAE」は「JAPAN」と「REGGAE」を組み合わせた造語である。歌詞には古語が使われており、「愛苦ねば」と「I could never」などの言葉遊びも用いられている[2]。
松田弘のお気に入りのナンバーで、サザンは和洋折衷な表現をすることをカッコ悪いと思っていないことと、桑田の楽曲に対してのバランスの取り方を絶賛する発言をしている[11]。
この後発売された21枚目のシングル「Tarako」のカップリング曲として、本楽曲の全英語詞版「Japaneggae (Sentimental)」が収録されている。
1999年に行われた全国ツアー「Se O no Luja na Quites（セオーノ・ルーハ・ナ・キテス） 〜素敵な春の逢瀬〜」では1曲目に歌われている[12]。
2. よどみ萎え、枯れて舞え
歌詞中に登場する「愛倫浮気症（アイリン・フーケ・ショウ）」とは英語に存在しそうであるが実際にはなく、意味より英語的な響きを優先し、文字面でイメージを広げさせる意味合いの桑田による造語である[13]。
3. ミス・ブランニュー・デイ (MISS BRAND-NEW DAY)
20枚目シングル。
4. 開きっ放しのマシュルーム
冷戦と軍拡に関する話題が飛び交った当時の世界情勢を下敷きにしたメッセージ性のある歌詞と桑田のシャウトの組合せの楽曲[14][15]。一番はアメリカ、二番はソ連（現在のロシア）、三番は日本のことを歌っている[14]。
桑田は日本のロックバンド・PINKの楽曲を聴いて強く感動したことがきっかけで本楽曲を制作した[16]。
5. あっという間の夢のTONIGHT
歌詞には「愛されんだあ」と「I Surrender」などの言葉遊びが用いられている[17]。
6. シャボン
原由子ボーカル曲。また、1984年に長山洋子がカバーした。
7. 海
AORを目指した楽曲[18]。
サザンで桑田がボーカルを務める楽曲では珍しい女性目線で描かれた楽曲[19]。
元は桑田が「萎えて女も意志を持て」のB面としてジューシィ・フルーツに提供した曲であり、そのセルフカバーである。
本来は「ミス・ブランニューデイ」ではなく、こちらがシングルになる予定であった。発売間近になってシングルが差し替えられた[2]。
1990年に芳本美代子と本田理沙がカバーした。
サザンのファンであり学生時代から桑田のものまねをしていた落語家の林家たい平は『サワコの朝』（TBS系列）2019年3月30日放送分にて「記憶の中で今もきらめく曲」として本楽曲を挙げている[20]。
爆笑問題の太田光と田中裕二は大学時代の傷心していたころに江ノ電に乗って互いに片耳ずつイヤホンを付けて本楽曲をウォークマンで聴いたエピソードがある[21]。後年に太田は「あれが俺たちの青春だったね」と振り返る発言をしている[22]。
8. 夕方 Hold On Me
タイトルの「夕方」は「You've gotta」とかけており、ほかにも日本語と英語との言葉遊びが多数に使われている[2]。
9. 女のカッパ
スティーリー・ダンを下敷きにしたジャズ色が極めて強いナンバー[23]。
当時の桑田にとって本楽曲は自信作であり、アルバムタイトル候補にも挙がっていた[24]。
10. メリケン情緒は涙のカラー
神奈川県横浜市を舞台にしたストーリーになっており、Yokohama、China Town、産業道路、BUND HOTELなどが登場する。
歌詞の序盤に登場する“エノケン”とは昭和初期に活躍した喜劇俳優・榎本健一、“ロッパ”とは同じく古川緑波のことである[2]。
11. なんば君の事務所
シングル「ミス・ブランニュー・デイ (MISS BRAND-NEW DAY)」のカップリング曲。
12. 祭はラッパッパ
ファンクナンバー。
13. Dear John
ユニクロ 2024カシミヤ「LifeとWear/人生で味わったほうがいいこと篇」CMソング[25][注釈 1]。
ジョン・レノンを追悼した曲であり、歌詞中に「Strawberry Fields」「No Reply」「Love」などジョンにゆかりのある言葉が登場する[2]。
「Bye Bye My Love」のカップリングにアレンジが若干異なるライブバージョン（ツアーライブ『大衆音楽取締法違反 “やっぱりアイツはクロだった！” 実刑判決2月まで』の音源）を収録。

## 参加ミュージシャン
- 桑田佳祐 - ボーカル(#1～5,7～10,12,13)、コーラス(#1,2,4～13)
- 大森隆志 - エレクトリックギター & アコースティック・ギター(#1～13)、ギターシンセサイザー(#1,2,4～10,12,13)、コーラス(#1～10,12,13)
- 原由子 - ピアノ、オルガン、シンセサイザー(#1～13)、ボーカル(#6)、コーラス(#1～10,12,13)
- 関口和之 - ベース(#1～13)、コーラス(#1～10,12,13)
- 松田弘 - ドラムス(#1～13)、Electric Rhythm Equipments(#1,2,4～10,12,13)、コーラス(#1～10,12,13)
- 野沢"毛ガニ"秀行 - パーカッション(#1～13)、コーラス(#1～10,12,13)

- 藤井丈司 - テクノ
- 矢口博康 - サクソフォーン
- 淵野繁雄 - サクソフォーン
- 新田一郎 - トランペット、フリューゲルホルン
- 兼崎順一 - トランペット、フリューゲルホルン
- 吉田俊之 - トロンボーン
- 八木のぶお - ハーモニカ

### Special Guests
- Dear John
  - YAGUI GRAND ORCHESTRA
    - 八木正生 - ピアノ
    - 大久保明 - ギター
    - 斉藤誠 - アコースティック・ベース
    - 鈴木重男 - サクソフォーン、フルート
    - 山川恵子 - ハープ
    - 玉野嘉久 - ストリングス & ホルン

## ライブ映像作品
| 曲名                                          | 作品名                                                                                            | 備考 |
| --------------------------------------------- | ------------------------------------------------------------------------------------------------- | --- |
| JAPANEGGAE (ジャパネゲエ)                     | LIVE TOUR 2019 “キミは見てくれが悪いんだから、アホ丸出しでマイクを握ってろ!!” だと!? ふざけるな!! | |
| よどみ萎え、枯れて舞え                        | おいしい葡萄の旅ライブ –at DOME & 日本武道館-                                                     | |
| ミス・ブランニュー・デイ (MISS BRAND-NEW DAY) | →「 ミス・ブランニュー・デイ § ライブ映像作品 」を参照                                            | |
| 開きっ放しのマシュルーム                      | 未収録                                                                                            | |
| あっという間の夢のTONIGHT                     | シークレットライブ'99 SAS 事件簿 in 歌舞伎町                                                      | |
| あっという間の夢のTONIGHT                     | 真夏の大感謝祭 LIVE                                                                               | |
| シャボン                                      | 未収録                                                                                            | |
| 海                                            | FILM KILLER STREET (Director's Cut) & LIVE at TOKYO DOME                                          | |
| 海                                            | 桑田佳祐の音楽寅さん 〜MUSIC TIGER〜 あいなめBOX                                                  | 桑田佳祐ソロ名義の作品。DISC 5「♯19 桑田佳祐&SUPER MUSIC TIGERS 野外ライブ In 山中湖」に収録。           |
| 海                                            | SUPER SUMMER LIVE 2013 「灼熱のマンピー!! G★スポット解禁!!」 胸熱完全版                           | 「灼熱の“SUPER SUMMER LIVE”完全版」のボーナストラックとして収録。                                        |
| 海                                            | THANK YOU SO MUCH                                                                                 | 完全生産限定盤のスペシャルディスクに収録。『ROCK IN JAPAN FESTIVAL 2024 in HITACHINAKA』での歌唱シーン。 |
| 夕方 Hold On Me                               | 歌う日本シリーズ 1992〜1993 LIVE at YOKOHAMA ARENA 29th Dec.1992                                  | |
| 夕方 Hold On Me                               | ホタル・カリフォルニア                                                                            | |
| 夕方 Hold On Me                               | 1998 スーパーライブ in 渚園                                                                       | |
| 夕方 Hold On Me                               | 真夏の大感謝祭 LIVE                                                                               | |
| 女のカッパ                                    | 未収録                                                                                            | |
| メリケン情緒は涙のカラー                      | 真夏の大感謝祭 LIVE                                                                               | |
| なんば君の事務所                              | →「 ミス・ブランニュー・デイ § ライブ映像作品 」を参照                                            | |
| 祭はラッパッパ                                | 未収録                                                                                            | |
| Dear John                                     | 未収録                                                                                            | |